# Spinanapis
Spinanapis es un género de arañas araneomorfas de la familia Anapidae. Se encuentra en Australia.

## Especies
Según The World Spider Catalog 12.0:
- Spinanapis darlingtoni (Forster, 1959)
- Spinanapis frere Platnick & Forster, 1989
- Spinanapis julatten Platnick & Forster, 1989
- Spinanapis ker Platnick & Forster, 1989
- Spinanapis lewis Platnick & Forster, 1989
- Spinanapis monteithi Platnick & Forster, 1989
- Spinanapis thompsoni Platnick & Forster, 1989
- Spinanapis thornton Platnick & Forster, 1989
- Spinanapis yeatesi Platnick & Forster, 1989